# Émile Louis

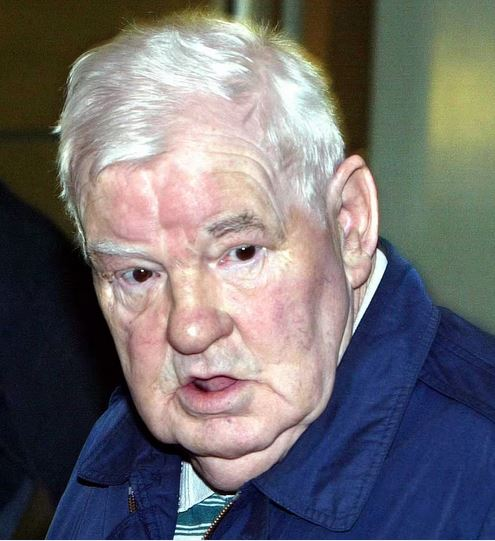
Émile Louis en 2004

Émile Louis (21 de enero de 1934 en Pontigny, Borgoña - 20 de octubre de 2013 en Nancy, Lorena, Francia) fue un conductor de bus francés y principal sospechoso en la desaparición de siete jóvenes en el departamento de Yonne, Borgoña, a finales de 1970. En 2000 Louis confesó sus crímenes, pero se retractó de esta confesión un mes más tarde.
A partir de marzo de 2004 hasta su muerte, Louis cumplió una condena de cárcel de 20 años por la violación y tortura de su última esposa y de su hija. También fue declarado culpable dos veces de agresiones sexuales a menores de edad: una vez en 1983 por el que fue condenado a cuatro años de prisión, y de nuevo en 1989, con una pena de cárcel de cinco años.

## Desapariciones
Louis es el principal sospechoso en la desaparición en el departamento de Yonne de siete mujeres jóvenes con deficiencias mentales leves entre 1975 y 1980. Las desapariciones inicialmente no atrajeron mucha atención, ya que las niñas no tenían parientes cercanos y vivían en residencias de discapacitados, se suponía que ellas simplemente habían huido. Louis confesó haber asesinado a las siete chicas en 2000, y luego se retractó rápidamente de su declaración. Sin embargo, su declaración llevó a la policía a encontrar los restos de dos de las víctimas. Louis presuntamente secuestró a las chicas mientras conducía un autobús destinado a transportarlas.
Una pregunta recurrente es cómo el sistema de justicia podría haber ignorado esta serie de desapariciones durante tanto tiempo, a pesar de que las sospechas habían crecido y algunos informes oficiales indicaron un juego sucio probable. En particular, el gendarme Christian Jambert presentó un informe en 1984 que designa a Louis como principal sospechoso. El 4 de agosto de 1997, Jambert fue encontrado muerto y las autoridades judiciales encontraron la causa de un suicidio. Sin embargo, un examen de su cráneo el 31 de marzo de 2004, indicó que dos balas habían entrado en el cerebro desde dos ángulos diferentes, y ambos deberían haber sido inmediatamente fatales.
En 1992, Pierre Charrier, el jefe de la asociación de Yonne, APAJH, encargado de la gestión del hogar para jóvenes con discapacidad donde las niñas desaparecidas habían sido alojados, fue condenado a seis años de prisión por violar a una mujer con discapacidad de 23 años de edad. Nueve años antes, Nicole Charrier, su esposa, había declarado a favor de Louis. En 2001, Nicole Charrier fue removida de su cargo directivo en APAJH.
La falta de reacción por parte de las autoridades judiciales ha dado lugar a sospechas de que el bloqueo de las investigaciones no fue por negligencia o incompetencia, sino más bien, debido a la posible participación de la gente local con buenos contactos en una red de prestación de servicios de prostitución sádicos.
El juicio de Luis por el tribunal penal de Yonne para los siete asesinatos comenzó el 3 de noviembre de 2004. El 10 de noviembre, el Tribunal visitó el lugar donde los cuerpos de las dos víctimas, Madeleine Dejust y Jacqueline Weis se encontraban y fueron exhumados, después de que Louis confesó su ubicación a la Gendarmería. Louis se ha retractado de su confesión y mantiene su inocencia.

### Lista de las presuntas víctimas
- Madeleine Dejust
- Chantal Gras
- Bernadette Lemoine
- Christine Marlot
- Martine Renault
- Jacqueline Weiss
- Françoise Lemoine

## Sentencia
El 26 de marzo de 2004, Louis fue condenado por la Corte Penal de Var por la violación y tortura de su segunda esposa y su hijastra de 20 años en la cárcel, dos tercios de los cuales son sin libertad condicional. Con esta última disposición, el jurado fue más allá de las peticiones de la fiscalía.

## Muerte
Louis murió en octubre de 2013.